# Sueras
Sueras (spanisch) oder Suera (valencianisch) (beide Namen sind offiziell) ist eine Gemeinde (Municipio) mit 573 Einwohnern (Stand: 2024) in der Provinz Castelló der Autonomen Gemeinschaft Valencia in Spanien.

## Geografie
Sueras befindet sich etwa 25 Kilometer westsüdwestlich von Castellón de la Plana in einer Höhe von ca. 380 m. Die Gemeinde liegt größtenteils im Parc Natural de la Serra d’Espadà.

## Bevölkerungsentwicklung
| Jahr      | 1970 | 1981 | 1991 | 2001 | 2011 | 2021 |
| Einwohner | 660  | 608  | 590  | 575  | 634  | 559  |

## Sehenswürdigkeiten
- Burgruine von Maús
- Salvatorkirche
- Rathaus

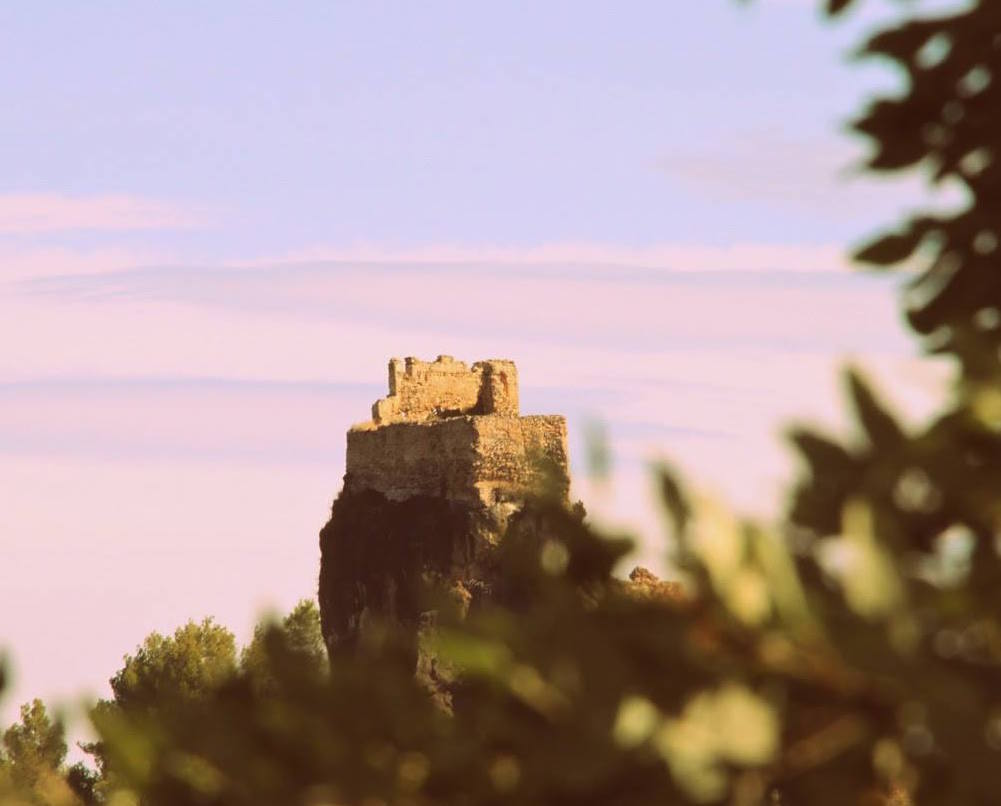
Burgruine
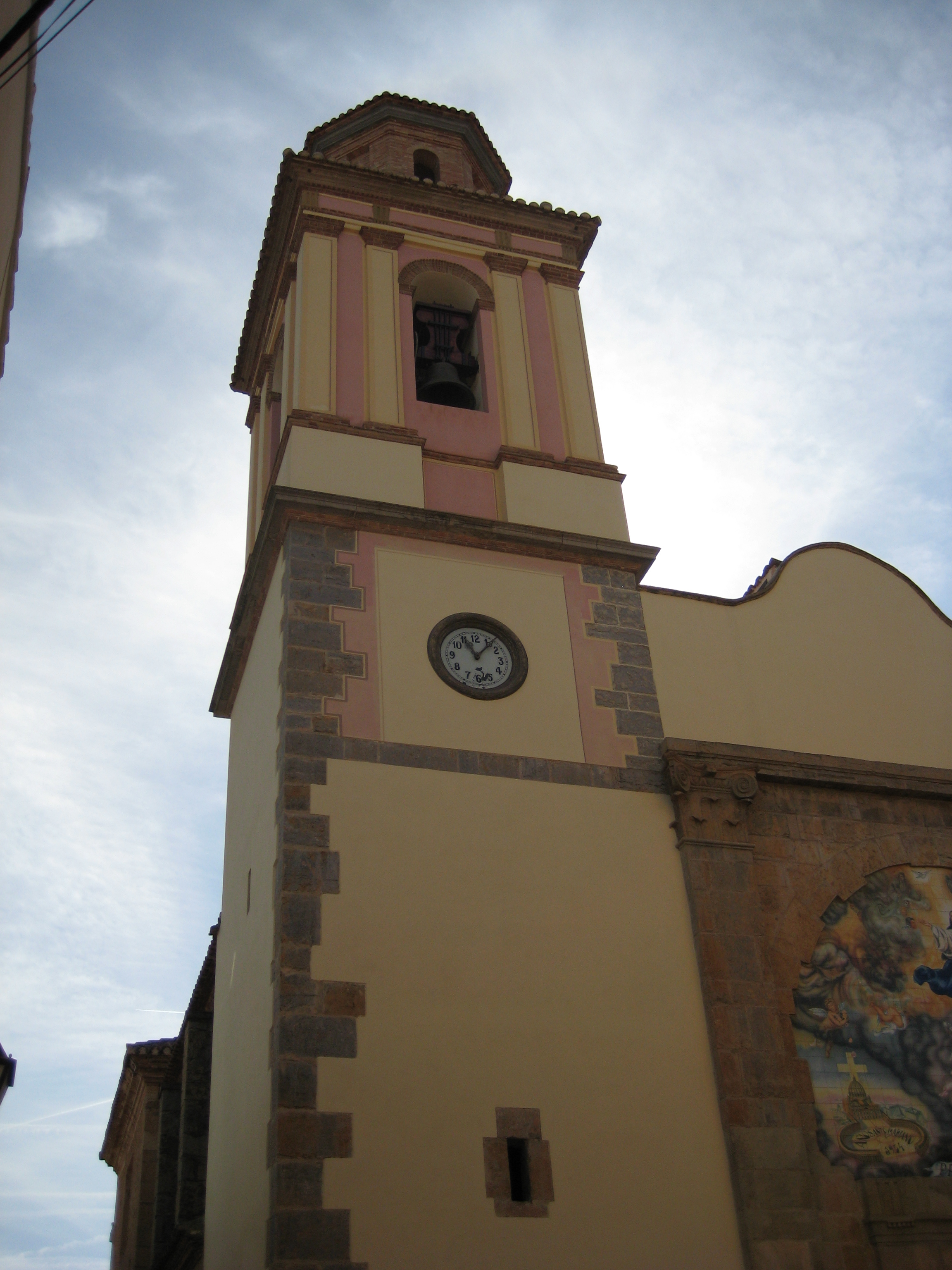
Kirche Mariä Himmelfahrt
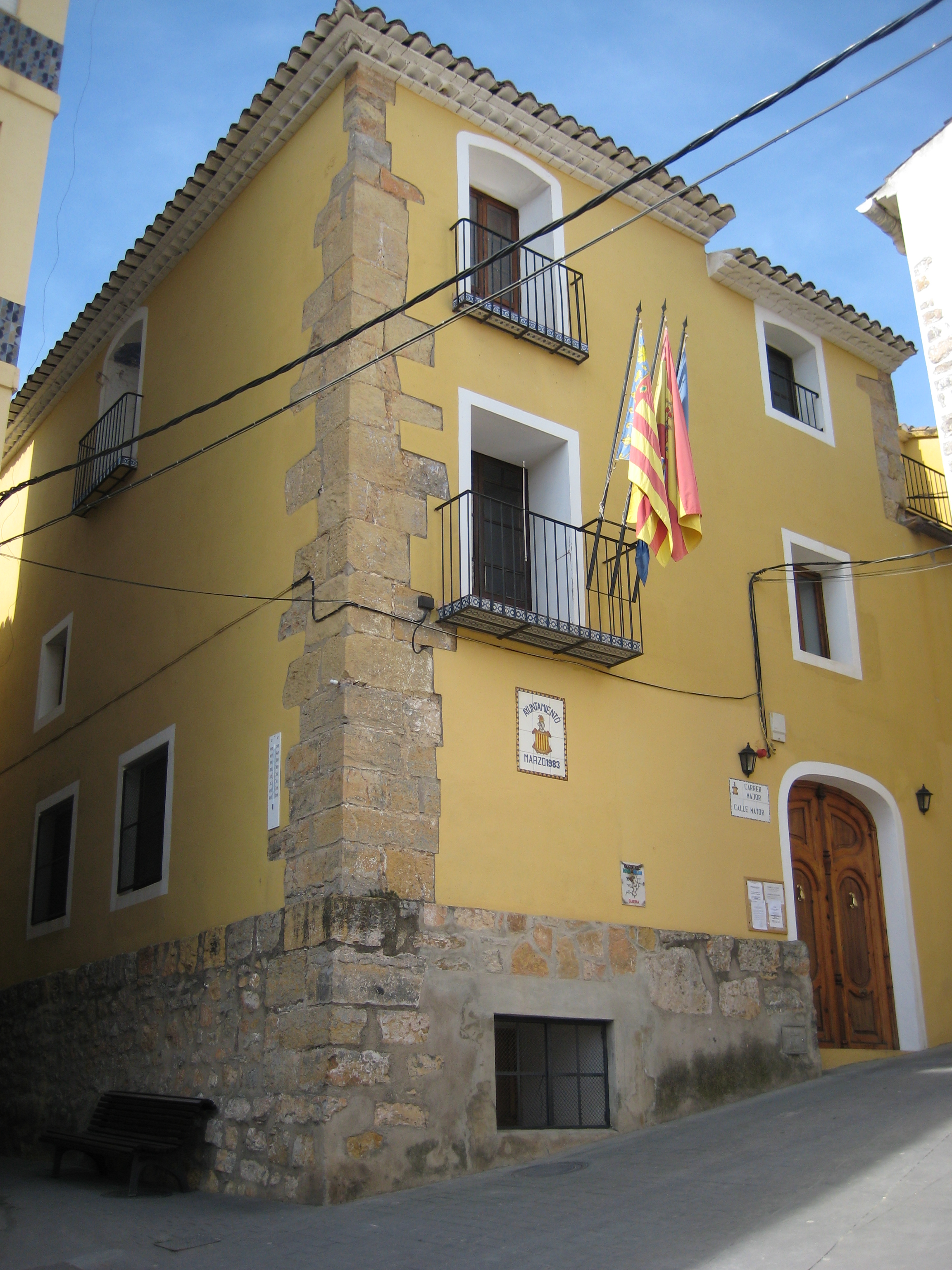
Rathaus